# Xanthophyllum lanceatum
Xanthophyllum lanceatum är en jungfrulinsväxtart som först beskrevs av Friedrich Anton Wilhelm Miquel, och fick sitt nu gällande namn av Johannes Jacobus Smith. Xanthophyllum lanceatum ingår i släktet Xanthophyllum och familjen jungfrulinsväxter. Inga underarter finns listade i Catalogue of Life.

## Bildgalleri

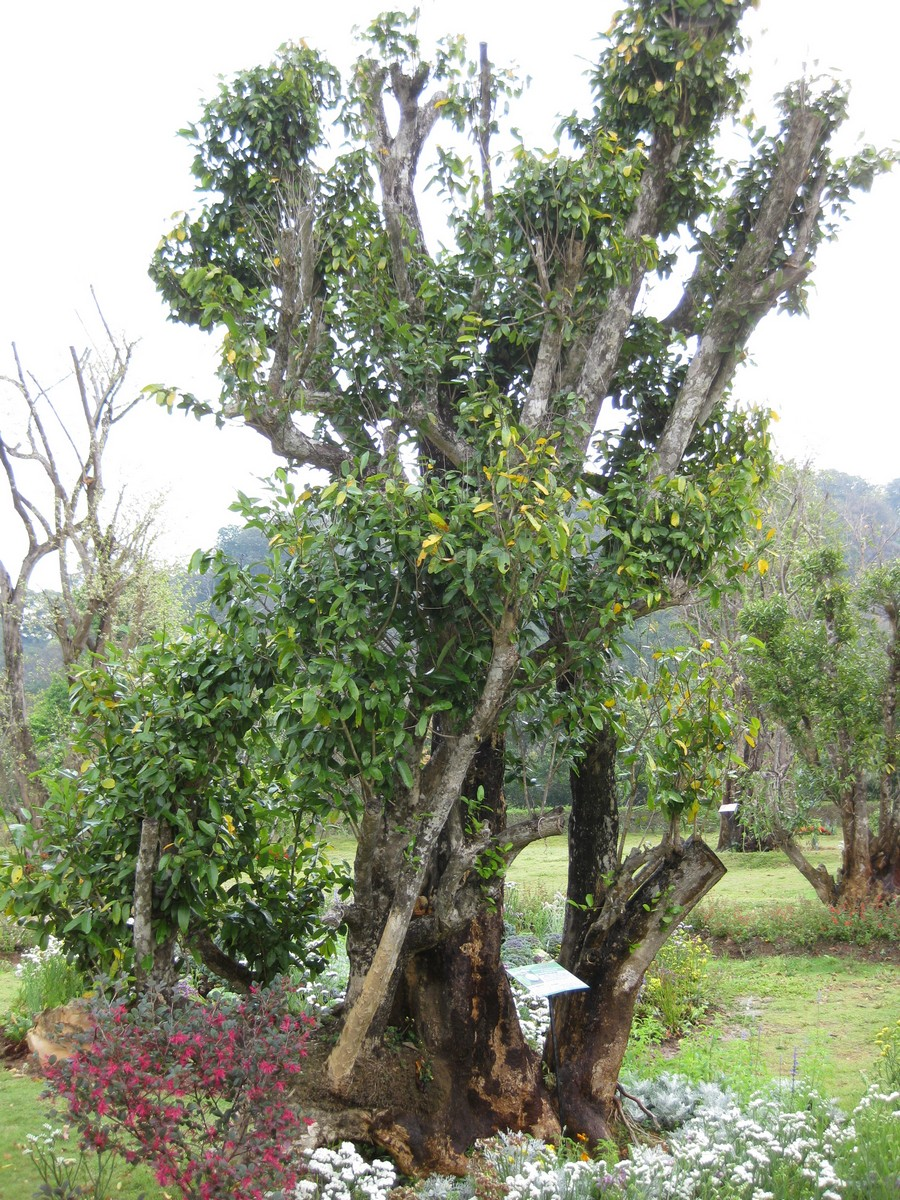
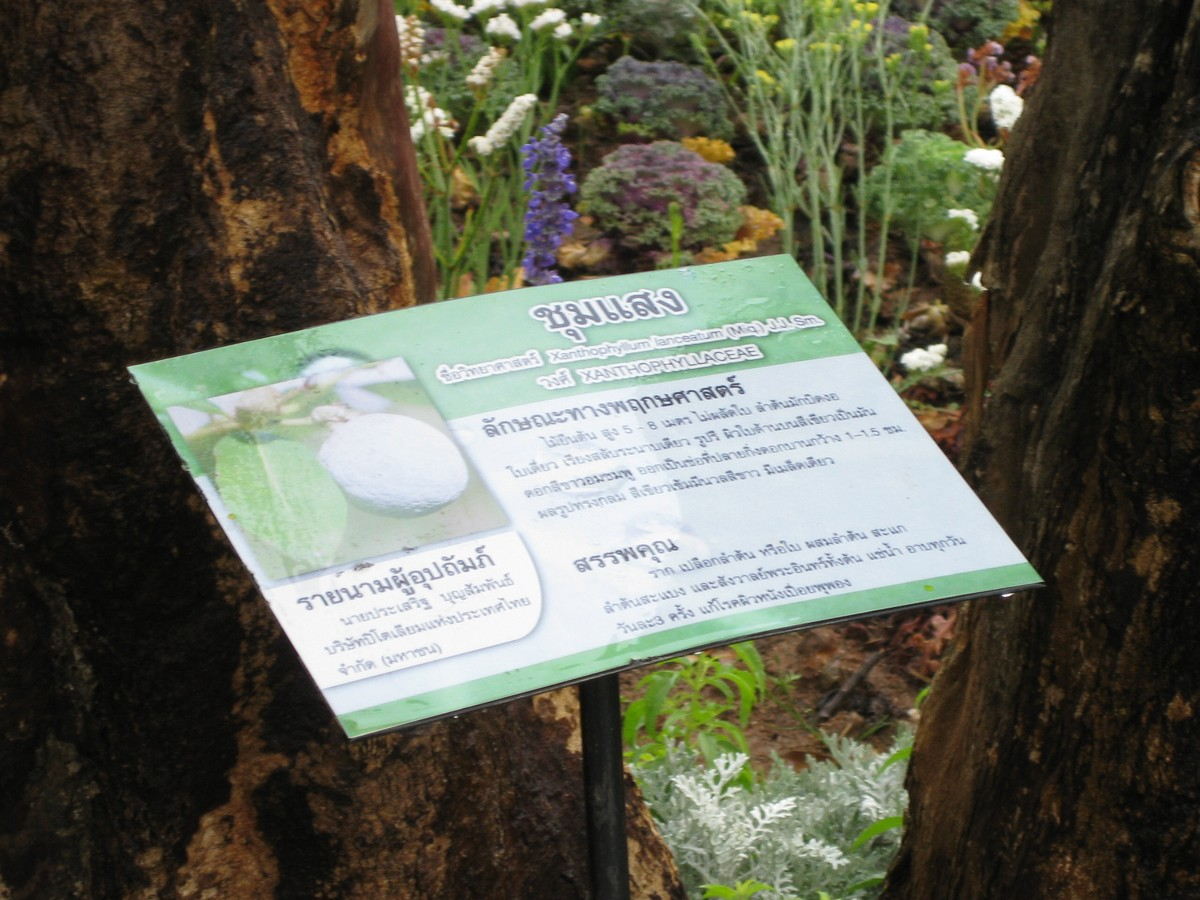